# Ardaite
L'ardaite è un minerale con formula Pb19Sb13S35Cl7, un clorosolfato di piombo ed antimonio.
Deve il suo nome all'Arda, un fiume (241 km) che scorre principalmente in Bulgaria.
L'ardaite è stata rinvenuta la prima volta nel 1978.

## Origine e giacitura
Il minerale si trova assieme a minerali di galena, anglesite, nadorite, robinsonite, semseyite.

## Forma in cui si presenta in natura
In masse di piccoli cristalli aciculari di 2 micrometri.

## Località di ritrovamento
- In Bulgaria: presso Madžarovo nel distretto di Haskovo.[4]
- In Svezia: in alcune miniere di Gruvåsen, Filipstad, Bergslagen.[5]